# حيازة

الحيازة الشيء عبارة عن وضع اليد على شيء معين وضعا ماديا مقرونا بنية التملك، كما يقال على الحيازة أيضا أنها: استيلاء فعلى ومركز قانوني.
بمعنى أن الحيازة مثلما هي استيلاء يقع على شيء، إنما هي أيضا مركز قانوني.
وقد عرفت الحيازة أيضا بأنها: انتفاع الإنسان بشيء أو بحق على هذا الشيء، انتفاعا فعليا ظاهرا فيه باعتباره مالك الشيء أو صاحب الحق عليه.
الحيازة :
- مفهوم الحيازة يشير إلى حالة امتلاك شخص أو جهة لشيء مادي، اومعنوي، والاستفادة منه والتحكم فيه ولو لم تكن ملكية قانونية .
- اذا حاز ملك سواء ملكية قانونية دائمة او ملكية مؤقته باتفاق طرفين بغرض الانتفاع .

عبد الغني حجي